# Xabiani Ponce de León
Xabiani Ponce de León (* 6. November 1993 in Oaxaca de Juárez, Oaxaca) ist ein mexikanischer Schauspieler, Sänger und Tänzer. Er singt Popmusik und spielt Gitarre, Schlagzeug und Bass.

## Leben
Im Jahr 2007 war er Darsteller in der Max Steel Misión Adrenalina, einer Co-Produktion von Televisa und Mattel. Im Kurzfilm Confianca hatte er 2010 eine Rolle sowie in der Folge Mister Narco der Seifenoper Die Rose von Guadalupe.
Sein Kinodebüt hatte Xabiani 2011 in dem Spielfilm Malaventura von Balero Films. Im September des gleichen Jahres spielte er in der mexikanischen Reality-TV-Serie Bienvenida realidad. 2012 erschien er in einer Episode der mexikanischen Serie Paramédicos (Sanitäter).
2013 spielte er in zwei Kurzfilmen, Réquiem para Inés und Paradiso. Der letztere Film wurde bei den Internationalen Filmfestspielen von Guanajuato, beim Oaxaca Filmfest und auf dem Londoner Independentfilm-Festival Raindance eingeladen. Ebenfalls 2013 verkörperte er in der zweiten und dritten Staffel der argentinischen TV-Serie Violetta die Rolle des "Marco".

## Filmografie
- 2005–2006: Disney Club
- 2007: Max Steel Misión Adrenalina
- 2010: Confianza
- 2010: La rosa de Guadalupe
- 2011: Malaventura
- 2011: Bienvenida realidad
- 2012: Paramédicos
- 2012: Cuando toca la campana
- 2013: Réquiem para Inés
- 2013: Paradisio
- 2013–2014: Violetta
- 2019: This Is Not Berlin (Esto no es Berlín)

## Diskografie
- 2013: Hoy somos más
- 2013: Violetta en Vivo

| Personendaten    | Personendaten                         |
| ---------------- | ------------------------------------- |
| NAME             | Ponce de León, Xabiani                |
| KURZBESCHREIBUNG | mexikanischer Schauspieler und Sänger |
| GEBURTSDATUM     | 6. November 1993                      |
| GEBURTSORT       | Oaxaca de Juárez, Oaxaca              |